# Грабар (мова)
Грабар (вірм. գրաբար, ґрабар — букв. письмовий), або класична вірменська мова — найстаріша письмова форма вірменської мови. Перші пам'ятники відносяться до 5 ст. нашої ери, коли вірменський просвітитель Месроп Маштоц створив вірменський алфавіт. Грабар використовувався як літературна мова до поч. XIX ст., коли Хачатур Абовян почав використовувати в літературі сучасну йому розмовну мову.
Немало творів античних і середньовічних авторів збереглися тільки в перекладі на грабар, оскільки в Європі і в ісламських країнах вони знищувалися як єретичні або язичницькі.